# Peltosaari (ö i Södra Savolax, S:t Michel, lat 61,62, long 27,48)
Peltosaari är en ö i Finland. Den ligger i sjön Keskimmäinen och Alimmainen och i kommunen Sankt Michel i den ekonomiska regionen  S:t Michel och landskapet Södra Savolax, i den södra delen av landet, 210 km nordost om huvudstaden Helsingfors. Öns area är 1,3 hektar och dess största längd är 210 meter i nord-sydlig riktning.